# Тернове (Федорівська сільська громада)
Тернове́ — село в Україні, у Федорівській сільській громаді Пологівського району Запорізької області. Населення становить 59 осіб. До 2019 орган місцевого самоврядування - Федорівська сільська рада.

## Географія
Село Тернове знаходиться на відстані 0,5 км від села Березівка та за 2 км від села Хліборобне.

## Історія
- 1923 — дата заснування.
- 1940 — на карті РККА позначено як Єврейська колонія № 6[1] (разом з Березівка).
- 1940 — на німецькій 3-кілометровій військовій карті позначено як Fraudorf (разом з Березівка).
- 12 червня 2020 року, відповідно до Розпорядження Кабінету Міністрів України від № 713-р «Про визначення адміністративних центрів та затвердження територій територіальних громад Запорізької області», увійшло до складу Федорівської сільської громади.[2]
- 17 липня 2020 року, в результаті адміністративно-територіальної реформи та ліквідації колишнього Пологівського району (1923-2020), село увійшло до складу новоутвореного Пологівського району.[3]